# Gol fantasma
Gol fantasma è una locuzione utilizzata in ambito calcistico per indicare:
- un gol erroneamente convalidato dall'arbitro nonostante il pallone non abbia varcato la linea di porta
- un gol erroneamente non convalidato dall'arbitro nonostante il pallone abbia varcato la linea di porta.

## Descrizione
Come esplicato dal punto 10 del Regolamento del gioco del calcio, un gol è valido quando la sfera oltrepassa interamente, per terra o in aria, la linea di porta tra i pali e sotto la traversa, posto ovviamente che il pallone sia in gioco. I «gol fantasma» si verificano soprattutto nei casi in cui la prospettiva di visione dell'arbitro (oppure quella dei suoi assistenti) non è ottimale per poter capire chiaramente se il pallone ha interamente oltrepassato la linea di porta; spesso si tratta di situazioni fulminee dovute a rimbalzi fortuiti del pallone su pali, traversa o sui calciatori stessi. Fino all'adozione di supporti tecnologici per risolvere tali casi – avvenuta in via ufficiale solo dal 2013 –, la decisione spettava all'arbitro in quanto unica persona deputata alla direzione di un incontro calcistico.

## Esempi

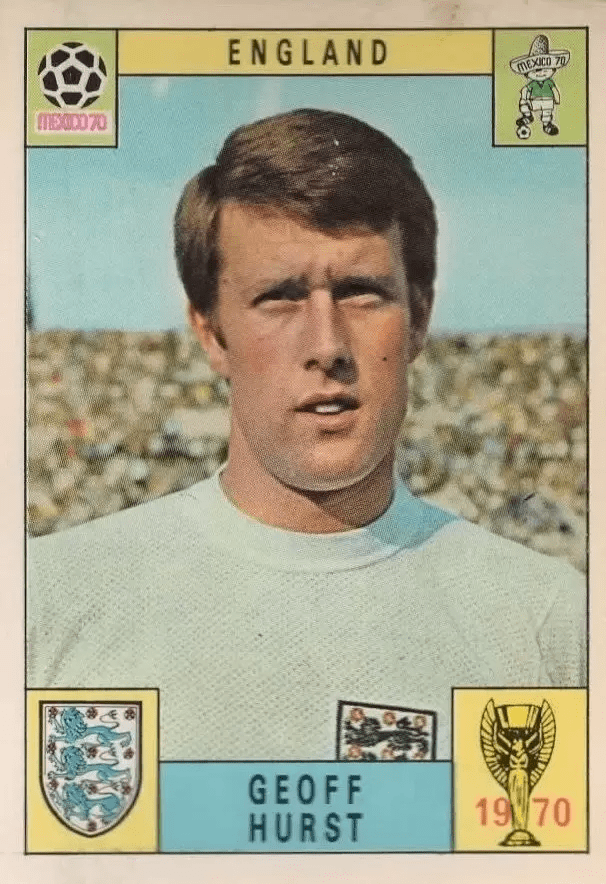
L'inglese Geoff Hurst, autore di uno dei più famosi gol fantasma nella storia del calcio, nei supplementari della finale del.

- Il risultato della finale del campionato mondiale di calcio 1966 tra Inghilterra e Germania Ovest, vinta dagli inglesi per 4-2, fu condizionato da un sospetto gol fantasma, convalidato a Geoff Hurst, il quale consentì all'Inghilterra di portarsi in vantaggio per 3-2 nei tempi supplementari. Hurst intercettò un cross in area di rigore calciato da James Alan Ball, controllò il pallone e lo tirò in porta; la sfera, però, colpì la parte interna della traversa e ricadde sulla linea di porta,[2] per poi ritornare in campo e venir calciata oltre la linea di fondo da un difensore tedesco. L'arbitro, lo svizzero Gottfried Dienst, stava per assegnare il calcio d'angolo, quando improvvisamente fu chiamato dal guardalinee sovietico Tofiq Bəhramov, il quale lo convinse ad assegnare la rete agli inglesi. A distanza di anni da quell'evento, quella decisione è stata oggetto di accese discussioni sulla validità di quella rete.[3] Nel 2007 il quotidiano britannico The Times lo ha classificato al 1º posto tra i 50 gol che, a suo giudizio, hanno cambiato la storia del calcio mondiale.[4]
- In Lazio-Juventus del 22 gennaio 1967, valida per il campionato italiano di Serie A 1966-1967 e terminata sullo 0-0, lo juventino Virginio De Paoli firmò uno dei primi gol fantasma documentati dalle riprese televisive:[5] il pallone si infranse contro il sostegno interno posteriore della rete, ma l'arbitro non si avvide del fatto facendo proseguire l'azione, tra le vibranti proteste dei giocatori bianconeri.[6]
- Il 22 ottobre 1967, un gol fantasma segnato da Gianni Rivera fu all'origine della nascita della moviola in Italia. Nel derby Inter-Milan valevole per il campionato italiano di Serie A 1967-1968, venne convalidata una rete del rossonero che determinò l'1-1 finale: in serata, alla Domenica Sportiva, fu dimostrato (tramite moviola appunto) che la palla non aveva mai oltrepassato la linea di porta in seguito ad un rimpallo sulla linea dalla traversa.[7]
- La semifinale di UEFA Champions League 2004-2005 tra Liverpool e Chelsea fu decisa da una rete fantasma di Luis García, convalidata dall'arbitro Ľuboš Micheľ; l'allora allenatore dei Blues José Mourinho definì l'episodio «un gol che viene dalla Luna».[8] I replay televisivi non portarono a nessuna conclusione al riguardo. Micheľ dichiarò che la decisione si basava sulla reazione dell'assistente e che, se non avesse convalidato la rete, avrebbe comunque assegnato un calcio di rigore ai Reds ed espulso il portiere londinese Petr Čech per fallo su Milan Baroš: «Credo che il Chelsea avrebbe preferito il gol piuttosto che un rigore contro e il dover giocare il resto della partita in 10».[9] Dopo aver visionato una serie di fermo-immagini, il moviolista Mike Spann concluse che Micheľ aveva preso la giusta decisione.[10]
- Il 27 giugno 2010 la partita valida per gli ottavi di finale del campionato del mondo 2010 tra Germania e Inghilterra fu teatro di un eclatante gol fantasma: al 38' la palla calciata dal centrocampista inglese Frank Lampard, dopo aver colpito la traversa, superò completamente la linea di porta, ma l'arbitro non convalidò.[11]
- Nella semifinale di FA Cup 2011-2012, giocata il 15 aprile 2012 tra Tottenham e Chelsea, sul risultato parziale di 1-0 a favore degli ospiti un tiro del centrocampista dei Blues, Juan Mata, fu parato dal portiere degli Spurs, Carlo Cudicini, sulla linea di porta: alla fine l'arbitro convaliderà il gol portando il risultato sul 2-0 a favore del Chelsea, benché dalle immagini si poté verificare che la palla non avesse superato la linea di porta. La partita finirà poi 5-1 a favore dei Blues, che andranno in finale.[12]
- Il 25 febbraio 2012, in Milan-Juventus valida per il campionato italiano di Serie A 2011-2012, non fu assegnato un gol di Sulley Muntari che avrebbe valso il parziale 2-0 per i padroni di casa: sul tap-in del centrocampista rossonero, il portiere bianconero Gianluigi Buffon parò oltre la linea bianca, come dimostrato da successivi replay e immagini alla moviola;[13] nonostante l'interruzione di gioco e il lungo consulto con guardalinee e quarto uomo, l'arbitro Paolo Tagliavento decise di non convalidare la rete, ritenendo che il pallone non avesse varcato interamente la linea di porta. La partita si concluderà poi sull'1-1.
- Il 19 giugno 2012, durante Inghilterra-Ucraina valida per la fase a gironi del campionato d'Europa 2012, un tiro dell'ucraino Marko Dević venne respinto oltre la linea dall'inglese John Terry: tuttavia né l'arbitro Viktor Kassai né l'assistente di porta István Vad se ne accorsero e l'Ucraina, perdendo 1-0, venne eliminata.[14]

## Conseguenze

### Proposte
Sono state avanzate numerose proposte per cercare di arginare il fenomeno dei gol fantasma. Dapprima si pensò al "pallone intelligente", ossia un pallone da calcio contenente all'interno un microchip: questo venne usato in via sperimentale nei Mondiali Under-17 tra settembre e ottobre 2005 con il consenso del presidente della FIFA, Joseph Blatter, il quale però, pochi mesi dopo, rigettò il progetto di cui, nel frattempo, era stato previsto l'impiego – mai avvenuto – addirittura già nel campionato del mondo 2006; venne quindi brevemente reintrodotto, sempre sperimentalmente, in occasione del Mondiale per club 2007. Ci si indirizzò poi verso l'utilizzo di due assistenti addizionali in area di rigore, posizionati sulla linea di porta: il progetto dei "giudici di porta" venne approvato dall'IFAB il 28 febbraio 2009, sostenuto dal presidente dell'UEFA, Michel Platini, e adottato in via sperimentale nella UEFA Europa League 2009-2010. Anche la FIGC presentò un proprio progetto, realizzato in collaborazione con CNR, Rai e Udinese: inizialmente approvato dalla FIFA il 4 marzo 2006, venne bloccato un anno dopo non entrando mai in funzione.

### Soluzioni
Il 6 marzo 2010 l'IFAB, al termine della riunione annuale, non ha approvato l'uso di tecnologie per la segnalazione dei gol fantasma, dimostrandosi invece favorevole all'impiego dei giudici di porta; il successivo 21 luglio ne ha poi autorizzato l'introduzione, seppur ancora in via sperimentale, all'interno di diverse competizioni internazionali, tra cui la UEFA Champions League e la Supercoppa UEFA.
Il 2 aprile 2013 la FIFA ha annunciato l'adozione del sistema GoalControl-4D, prodotto dall'azienda tedesca GoalControl GmbH e composto da 14 telecamere ad alta velocità, come strumento tecnologico per contrastare i gol fantasma nella FIFA Confederations Cup 2013. Il 9 aprile seguente anche la Football Association inglese ha scelto questa tecnologia, che è risultata immediatamente utile. Il sistema è stato usato con successo anche durante il campionato del mondo 2014, la prima volta in un mondiale.